# Congé de paternité en France
Pour les autres articles nationaux ou selon les autres juridictions, voir Congé de paternité.
Ne doit pas être confondu avec Congé de naissance ou Congé parental en France.
En France, le congé de paternité et de l’accueil de l’enfant est un droit dont bénéficie le père salarié ainsi que, le cas échéant, le conjoint ou concubin de la mère ou la personne salariée liée à elle par un pacte civil de solidarité. Le congé paternité est créé en 2002, d’une durée de onze jours. Depuis 2021, sa durée est de vingt-cinq jours calendaires.

## Historique
Depuis l’Antiquité, les pères de familles se sont peu consacré à l’éducation de leurs jeunes enfants, cette tâche étant souvent réservée aux mères de familles ou aux nourrices. Le rôle du père qui, à cette époque, détenait une autorité dite patriarcale, était davantage orienté vers d'autres missions.
Au fil du temps, et à mesure de la réduction de la mortalité infantile, les parents ont davantage participé à l’éducation de leurs enfants. 
Au début du XXIe siècle, à la suite de l’évolution des mœurs, de l’importante implication des pères dans l’éducation de leurs enfants et sur un principe d’égalité, un droit a été mis en place au profit des pères de familles : le droit au congé de paternité. Ce droit leur permet  dans les premiers jours de la naissance de leurs enfants tout en garantissant le maintien de leur emploi. La mise en place de ce droit, non obligatoire, est ouvert à l’ensemble des pères de familles et ce, sans distinction sociale qu’ils soient salariés, agriculteurs, employeurs, fonctionnaires, chômeurs indemnisés ou autre.
Le congé de paternité de onze jours consécutifs ou de dix-huit jours consécutifs en cas de naissances multiples est créé en 2002 sous le gouvernement de Lionel Jospin par Ségolène Royal, alors ministre déléguée à la Famille.
Depuis le 1er juillet 2019, les pères dont le nouveau-né est hospitalisé dans une unité de soins spécialisés après un accouchement, peuvent bénéficier d’un congé paternité supplémentaire. La durée de ce congé est fixée à trente jours consécutifs maximum. Il doit être pris dans les quatre mois suivant la naissance du bébé.
Depuis le 1er juillet 2021, sous le gouvernement Jean Castex, la durée du congé de paternité est de vingt-cinq jours calendaires, dont quatre jours obligatoires.

## Description
Ce droit existe aussi dans le cadre d'une adoption. Dans le cadre du congé d'adoption, un partage des 10 semaines entre le père et la mère est possible. Dans ce cas, le congé d'adoption est augmenté de 11 jours.
Le congé de paternité ne s'applique qu'aux parents reconnus par l'état civil.

### Durée
La durée du congé de paternité et d'accueil de l'enfant est fixée à 25 jours calendaires :
Le congé comporte deux périodes distinctes suivantes :
- une période obligatoire de 4 jours calendaires prise immédiatement après la naissance de l'enfant, à la suite des trois jours du congé de naissance ;
- une période de 21 jours calendaires qui doit débuter dans un délai de six mois suivant la naissance de l'enfant[5],[6].

### Bénéficiaires
Tous les pères de couple hétérosexuel peuvent être bénéficiaires du droit au congé de paternité et ce peu importe leur statut social et leur activité professionnelle.
Dans les couples homosexuels, ce droit est également ouvert aux mères biologiques dans les couples de femmes. En revanche, dans les couples de pères qui adoptent un enfant, seul un seul parent peut en bénéficier.

### Démarches
Deux démarches doivent être faites pour avoir droit au congé de paternité. La première est auprès de l’employeur (si le père est salarié). Le demandeur doit informer son employeur de son départ et son retour dans l’entreprise. L’employeur ne peut refuser le congé de paternité sauf si le père n’a pas respecté un certain délai (un mois). Cette demande doit être faite sous forme de lettre.
La seconde est auprès de l’assurance maladie. Après la naissance de l’enfant, le père doit faire une copie de l’acte de naissance ou du livret de famille et l’envoyer à son assurance afin de pouvoir bénéficier des indemnités journalières durant son congé de paternité. Ces indemnités journalières sont versées par l’assurance au père tous les 14 jours. Durant l’utilisation de ce droit, le contrat de travail est suspendu le père n’est plus rémunéré par son employeur mais par la sécurité sociale. Certaines conditions sont toutefois à remplir pour pouvoir bénéficier du versement des indemnités journalières par la CPAM : le salarié doit avoir travaillé au moins 150 heures durant les 3 mois qui précèdent le début de son congé de paternité. 

### Montant des indemnités
La Caisse primaire d'assurance maladie verse des indemnités journalières dont le montant est calculé, pour les salariés, en fonction des derniers salaires bruts perçus avant la date d'interruption du travail.
Les travailleurs indépendants, gérants non salariés, professions libérales, commerçants ou artisans bénéficient d’une indemnité journalière forfaitaire de 56,35 € en 2021.
Pour les fonctionnaires, la rémunération est maintenue en intégralité pendant le congé.

### Conditions

#### Les salariés
Le congé paternité est destiné à tous les salariés, quels que soient leur ancienneté et leur type de contrat de travail (CDI, CDD…).
Pour bénéficier des indemnités journalières versées par l’assurance maladie certaines conditions sont à remplir. Il doit avoir au moins 10 mois d’immatriculation à la sécurité sociale et 6 mois de cotisations à une rémunération au moins égale à 1 015 fois le SMIC horaire. Durant son congé de paternité le père doit arrêter toutes activités salariales.
Le père ne peut bénéficier d’un prolongement de la durée de son contrat de travail lorsqu’il est en CDD. De plus, il bénéficie d’une période de protection c'est-à-dire qu’il ne peut être licencié que pour faute grave extérieure à la naissance de son enfant. La période de protection débute à partir de la naissance de l’enfant et dure 10 semaines (qu’il prenne le congé de paternité ou non). Il est possible pour le bénéficiaire de démissionner au cours de son congé.
Les travailleurs saisonniers, intérimaires ou en CDD doivent avoir 600 heures travaillées ou avoir cotisé un salaire au moins égal à 2 030 fois le SMIC horaire l’année avant le congé.

#### Les agriculteurs
Les agriculteurs doivent, durant leur congé de paternité, trouver un remplaçant pour percevoir les indemnités journalières. La MSA est un organisme qui va se charger de verser directement l’allocation au service en remplacement. Si on constate qu’un tel service est absent au sein du département, le bénéficiaire embauche un salarié qui sera remboursé par la MSA sur présentation de la copie du contrat de travail et du bulletin salarial.

#### Les fonctionnaires
Dans la fonction publique, les agents titulaires ou non des trois fonctions publiques qui occupent leur poste depuis plus de 6 mois ont leur prime et leur indemnités. Dans les fonctions publiques territoriales et hospitalière, sont maintenus les primes et les indemnités si le règlement de celui-ci le prévoit. Ceux qui ne sont pas titulaires des trois fonctions publiques et qui ont leur poste depuis moins de 6 mois ont les indemnités comme les salariés du secteur privé.

#### Les demandeurs d'emploi
Ces derniers qui ont cessé leur activité professionnelles durant 12 mois perçoivent des indemnités journalière. L’indemnité journalière ne peut depuis 2018 dépasser 86 euros par jour. Ce versement suspend le versement des allocations chômage.

#### Les artisans, commerçants et professions libérales
Ils perçoivent les indemnités journalières s’ils ont au moins 10 mois d’affiliation au régime social des indépendants qui a été remplacé par la sécurité sociale des indépendants depuis le 1er janvier 2018.

## Évaluation
Selon un rapport de l’Inspection générale des affaires sociales de 2018, sept pères sur dix prennent leur congé de paternité, dans son intégralité, ce taux est stable depuis 2002. Un tiers des pères rallongent le congé de paternité et le congé naissance en y accolant d’autres congés[source insuffisante]. Le taux de recours est plus élevé pour les pères ayant un emploi en CDI (80 %) ou fonctionnaires (88 %) que pour ceux en CDD (48 %), les travailleurs indépendants (32 %) ou demandeurs d’emploi (13 %).
Les indemnités journalières sont versées par l’assurance maladie ou le régime de sécurité sociale ou l’organisme dont le travailleur dépend. Le total versé en 2017 est de 263 millions d’euros.